# Rosenbom

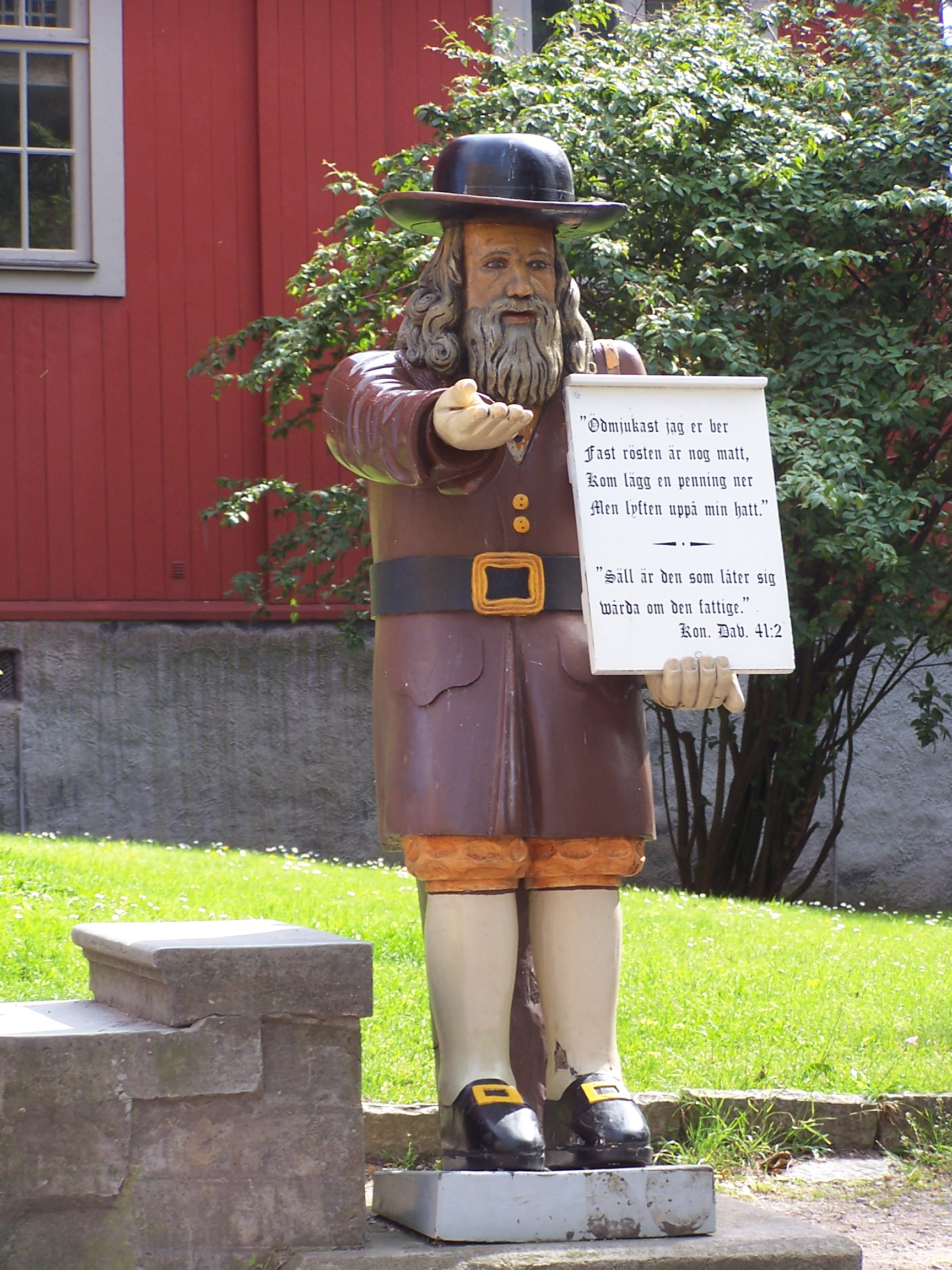
Gubben Rosenbom

Rosenbom är en träfigur som står framför Amiralitetskyrkan i Karlskrona åtminstone sedan slutet av 1700-talet. 1956 ersattes den av en kopia gjord av "Hästö-Kalle", men originalet finns att beskåda inne i kyrkan.

## Fattigbössa
Figuren är en fattigbössa; den som lyfter på hatten kan skänka en slant. Gubben Rosenbom har färggranna kläder, en dräkt som vid 1700-talets mitt bars av båtsmän i Blekinge. Rosenbom håller i sin vänstra hand ett plakat där det står:
Ödmjukast jag Er ber
Fast rösten är nog matt
Kom lägg en penning ner
Men lyften uppå min hatt
~ * ~
Säll är den som låter sig
Wårda om den fattige
Kon.Dav.41:2
Det sista stycket är hämtat från Bibeln, Psaltaren 41:2.

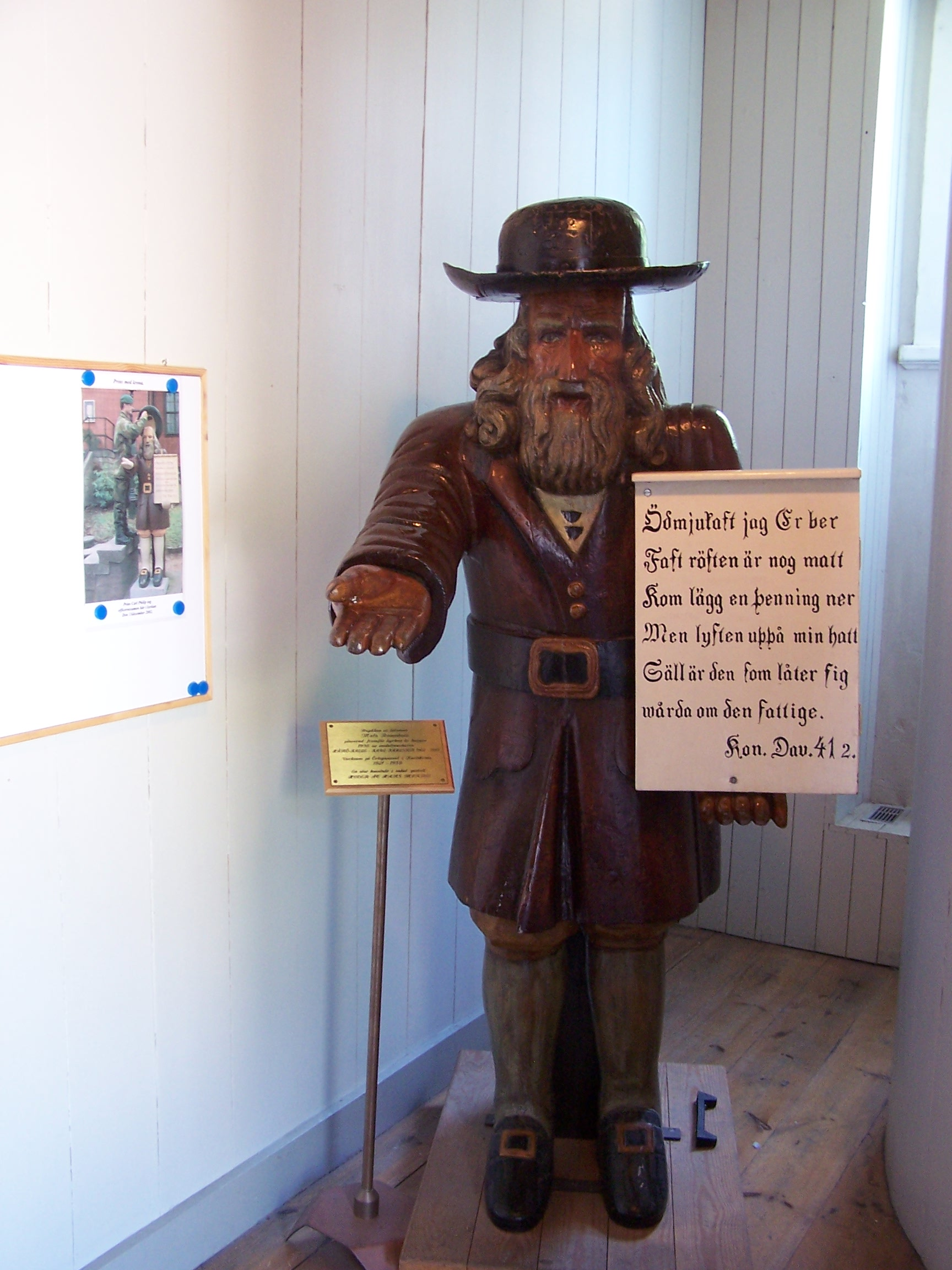
Den gamla träfiguren inne i kyrkan

## Verklighetens Rosenbom
Gubben Rosenbom har funnits på riktigt och hette Mats Hindiksson Rosenbom. Han lär, enligt släktforskare, härstamma från Åland och var en av de första som bosatte sig i den nya staden Karlskrona. Det finns en historia om hur fattigbössan kom till. Någon sanning i den finns nog, men historien har säkert bättrats på med åren. Nyårsafton 1717 sägs Rosenbom ha varit ute och tiggt allmosor hos stadens borgare. På många ställen fick han en sup och han blev allt mer berusad. När han kom till kapten Lagerbielke tappade han sin hatt när han skulle buga sig och tacka. Det tyckte Lagerbielke var lustigt och sade: "Vill man ha tack av Rosenbom får man allt själv lyfta på hans hatt". Rosenbom tyckte det var en lustig ramsa och upprepade den när han kom till nästa hus. Där bodde bildhuggaren Kolbe och han tyckte inte alls att ramsan var lustig utan slog till Rosenbom och kastade ut honom i en snödriva. Efter en liten stund fick Kolbe dåligt samvete och gick ut för att leta upp Rosenbom. Rosenbom blev rädd för Kolbe och gömde sig vid Amiralitetskyrkan. Dagen efter hittades Rosenbom ihjälfrusen intill kyrkväggen. Kolbe lär sedan ha skapat fattigbössan.
Nuförtiden drar Rosenbom in ungefär 50-60 000 kr om året (2010). Kyrkan tar hand om pengarna och ger till behövande. Handlar det om utländsk valuta ser man till att behövande i andra länder får del av pengarna.

## Rosenbom i kulturen
Rosenbom är med i Selma Lagerlöfs bok Nils Holgerssons underbara resa genom Sverige och påstår sig i den varit högbåtsman på linjeskeppet Dristigheten.
Författaren Jakob Saleh publicerade 2018 romanen Rosenboms stad, utspelande sig i Karlskrona. Den är en spinoff från hans första roman Trossö rockar.